# GGZ-Arena
Die GGZ-Arena, ursprünglich und im Sprachgebrauch oft Stadion Zwickau, ist ein Fußballstadion im Stadtteil Eckersbach der sächsischen Stadt Zwickau. Sie ist seit August 2016 die Heimspielstätte des Fußballclubs FSV Zwickau. Die von Februar 2015 bis August 2016 auf der Fläche eines ehemaligen Plattenbauviertels erbaute Anlage verfügt über 10.134 überdachte Plätze (6363 Sitz- und 3771 Stehplätze). Die erste Partie in der 21 Mio. Euro teuren Sportstätte fand am 22. August 2016 das DFB-Pokalspiel der ersten Runde zwischen dem FSV Zwickau und dem Hamburger SV, das die Gäste mit 1:0 für sich entschieden, statt. Von der Fertigstellung bis Juni 2019 hieß die Anlage nur kurz Stadion Zwickau.

## Geschichte

### Stadionneubau
Ursprünglich wollte die Stadt das Westsachsenstadion von 1942 renovieren. Da sich die im Frühjahr 2010 veranschlagten Kosten von 15 Mio. Euro durch zusätzliche Arbeiten verdoppelt hätten, stoppte der Stadtrat im September 2011 die begonnenen Renovierungsarbeiten. Die Stadt in Gestalt der Gebäude- und Grundstücksgesellschaft Zwickau mbH entschied daher, für den Verein ein neues Stadion bauen zu lassen, welches die Anforderungen der 3. Liga erfüllen konnte. Als Bauherr für die Stahlarbeiten trat die Firma GP Papenburg Hochbau GmbH auf. Am 6. Februar 2015 begannen die Bauarbeiten für die neue Spielstätte. Die ausführende Firma für alle Planungs- und Stahlbauarbeiten war Schädlich Stahlbau GmbH aus dem vogtländischen Stützengrün. Insgesamt wurden 450 t Eisen und Stahl verbaut.
Geplant war, das Stadion zum Saisonstart 2016/17 in Betrieb zu nehmen. Da der Bau zum ersten Heimspiel aber noch nicht fertiggestellt war, trug der Verein sein erstes Heimspiel im DDV-Stadion in Dresden aus.

### Sportliche Nutzung
Das erste Heimspiel im neuen Stadion fand am 22. August 2016 statt. Es war eine 0:1-Niederlage in der 1. Hauptrunde des DFB-Pokals gegen den Hamburger SV. In der 70. Minute schoss der kurz zuvor eingewechselte Alen Halilović in seinem ersten Pflichtspiel das Siegtor. Der erste Heimsieg gelang am 20. September im Drittligaspiel gegen Jahn Regensburg (4:0). Die Tore erzielten Marcel Bär (3) und Jonas Nietfeld (1). In der 1. Hauptrunde des DFB-Pokals 2017/18 trug die TuS Koblenz ihr Heimspiel gegen Dynamo Dresden im Stadion in Zwickau aus. Das Stadion Oberwerth stand wegen Umbaumaßnahmen nicht zur Verfügung und ein Ersatzspielort war trotz intensiver Suche nicht zu finden. In der 1. Hauptrunde des DFB-Pokals 2019/20 wählte der TuS Dassendorf das Zwickauer Stadion als Ausweichspielort aus. Die Partie musste wegen des Risikospiels VfB Lübeck gegen den FC St. Pauli im Stadion an der Lohmühle verlegt werden. Der Fünftligist Dassendorf unterlag dem Zweitligisten Dynamo Dresden vor 5673 Zuschauern mit 0:3.

### Namensgebung
Im Juni 2019 wurde bekanntgegeben, dass das Stadion nach der städtischen Gebäude- und Grundstücksgesellschaft Zwickau (GGZ), Bauherrin und Eigentümerin des Stadions, künftig GGZ-Arena benannt wird.